# Serranía de San Lucas
Serranía de San Lucas är en ås i Colombia.   Den ligger i departementet Bolívar, i den norra delen av landet, 400 km norr om huvudstaden Bogotá.